# Ririn Dwi Ariyanti
 (août 2024).
Ririn Dwi Ariyanti Noto, née le 6 novembre 1985 à Malang, est une actrice indonésienne. Elle fait ses débuts soap opera avec Ada Apa dengan Cinta? par Sinemart diffusé sur RCTI,